# The Mail on Sunday
«Мейл он санди» (англ. The Mail on Sunday; в переводе с англ. — «Воскресная почта») — воскресное издание консервативной ежедневной газеты «Дейли мейл», издающаяся в формате таблоида и основанная в 1982 году лордом Ротермиром. Как и Daily Mail, она принадлежит одна из крупнейших медиакомпаний Великобритании Daily Mail and General Trust (DMGT), но редакционный состав двух газет полностью разделён. Самая продаваемая воскресная газета в Великобритании. В апреле 2020 года Общество редакторов объявило, что Mail on Sunday стала победителем в номинации «Воскресная газета 2019 года».
В июле 2011 года, после закрытия News of the World, The Mail on Sunday продавалась тиражом 2,5 миллиона экземпляров в неделю, что сделало её самой продаваемой воскресной газетой в Великобритании, но к сентябрю тираж упал до чуть менее 2 миллионов. В декабре 2016 года тираж газеты сократился до 1 284 121 экземпляров, к октябрю 2022 года упал до 687 302 экземпляров, а в апреле 2024 составлял 586 187 экз. (апрель 2024).

## История
Первый номер Mail on Sunday вышел 2 мая 1982 года во время Фолклендской войны и стала первым национальным воскресным изданием Associated Newspapers с тех пор, как была закрыта Sunday Dispatch в 1961 году. Первой статьей на первой полосе рассказывала бомбардировку Королевскими ВВС аэропорта Стэнли, столицы Фолклендских островов. Владельцы газеты изначально рассчитывали на тираж в 1,25 миллиона экземпляров. К шестой неделе после запуска продажи достигли пика в 700 000 штук. На момент запуска Mail on Sunday освещение спортивных событий считалось одной из её слабых сторон. Первой сенсацией на последней странице газеты стал репортаж из Лиссабона об игре чемпионате мира по хоккею на роликах в мае 1982 года во время Фолклендской войны, в которой сборная Аргентины, завоевавшая в итоге «бронзу», разгромила сборную Англии (итоговое место — 14-е из 22) со счётом 8:0.
Лорд Ротермир, тогдашний владелец, пригласил редактора Daily Mail Дэвида Инглиша, который вместе с группой новых журналистов изменил дизайн и перезапустил The Mail on Sunday. За три с половиной месяца Инглишу удалось остановить упадок газеты и увеличить её тираж до 840 000 экземпляров. Были введены три новых раздела: спонсорский партворк, первый из которых образует кулинарную книгу; затем приложение с цветнымм комиксамм, новшество на рынке британских воскресных газет; и, наконец, журнал You.
В том же году новым редактором газеты стал Стюарт Стивен. За 10 лет его руководства тираж газеты почти удвоился, увеличившись с примерно одного миллиона до чуть менее двух миллионов экземпляров. Хотя родственная газета Daily Mail неизменно поддерживала Консервативную партию, Стивен на выборах 1983 года поддержал альянс СДП/Либералы. В дальнейшем газету возглавляли Джонатан Холбороу, Питер Райт и Джорди Грейг, который в сентябре 2018 года стал редактором Daily Mail и был заменён в воскресном издании Тедом Верити. В 2021 году Верити ушёл редактировать Daily Mail и в декабре его заменил его заместитель Дэвид Диллон.
На референдуме о членстве Соединенного Королевства в Европейском Союзе в 2016 году газета, в отличие от своего ежедневного аналога, однозначно поддержала кампанию «Остаться в ЕС», но после смены редактора Грейга на Верити перешла на более евроскептическую позицию.
В 2010-х годах между Daily Mail и Mail on Sunday обозначилось противостояние, хотя издания имели общего владельца и существенную часть общей аудитории. Большая часть конфликтных материалов и опровержений историй друг друга не появлялась на газетных полосах и выходила только на общем сайте изданий MailOnline. Противостояние окончилось в ноябре 2021 года с уходом главного редактора Daily Mail Грейга.
Начиная с 13 января 2008 года газета стала цветной.

## Приложения
- You Magazine — женский журнал, рассказывающий о моде, красоте, интерьерах, здоровье и отношениях, а также публикующий кулинарные рецепты.
- Event — журнал публикующий статьи об искусстве, книгах и культуре, обзоры средств массовой информации и развлечений, а также интервью с деятелями отрасли.
- Sport on Sunday — отдельный 24-страничный раздел в котором освещаются воскресные игры Премьер-лиги и Футбольной лиги, а также международные футбольные матчи, автогонки и многие другие виды спорта.
- Financial Mail on Sunday — ранее отдельное приложение, теперь это часть газеты[13], включающая Financial Mail Enterprise, ориентированный на малый бизнес.
- Mail on Sunday 2 — сборник включает обзоры, включающие статьи об искусстве, книгах и культуре, а также обзоры средств массовой информации и развлечений, а также интервью с деятелями секторов недвижимости, путешествий и здравоохранения.
- Комиксы, в том числе The Gambols[англ.] и Peanuts.
- Life — впервые вышел 10 октября 1993 года под названием Night and Day и содержал обзоры и программы радио и телевидения. C 12 августа 2005 года сменил своё название и стал приложением для мужчин, в котором основное внимание в уделялось автомобилям и гаджетам[13].

## Редакторы
- 1982 — Бернард Шримсли[англ.]
- 1982 — Дэвида Инглиша[англ.]
- 1982—1992 — Стюарт Стивен[англ.]
- 1992—1998 — Джонатан Холбороу[англ.]
- 1998—2012 — Питер Райт[англ.]
- 2012—2018 — Джорди Грейг[англ.]
- 2018—2021 — Тед Верити[англ.]
- 2021—н. в. — Дэвид Диллон[англ.]